# Indian Wells (obszar niemunicypalny w Kalifornii)
Indian Wells – obszar niemunicypalny w Kern County, w Kalifornii (Stany Zjednoczone), na wysokości 841 m.